# Namibian Army

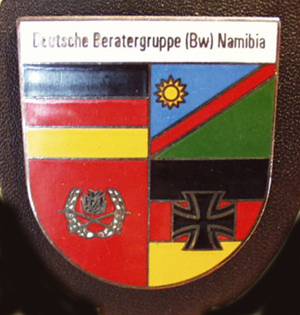
Deutsche Beratergruppe in Namibia

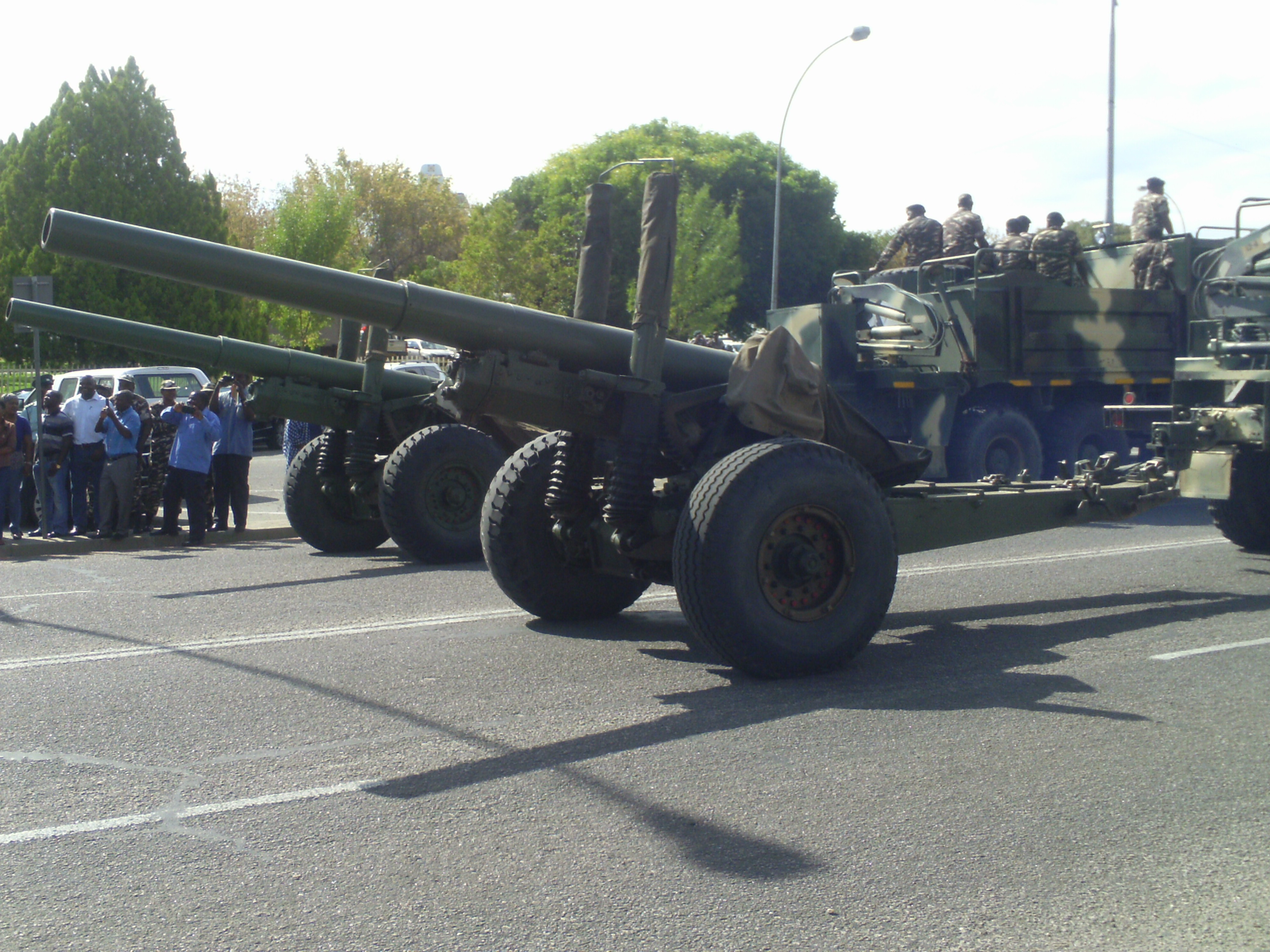
Artillerie G2 in Windhoek

Das namibische Heer (englisch Namibian Army) bildet die bei weitem größte Teilstreitkraft der Namibian Defence Force. Kommandeur ist seit 2022 Generalmajor Aktofel Ndengu Nambahu.
Es besteht eine enge Zusammenarbeit mit der deutschen Bundeswehr im Rahmen einer in Namibia stationierten Beratergruppe.

## Aufbau
Die Armee gliedert sich in folgende Einheiten:
- Luftverteidigungsbrigade (Air Defence Brigade)
  - 12 Luftverteidigungsregiment (12 Air Defence Regiment)
  - 21 Luftverteidigungsregiment (21 Air Defence Regiment)
  - 26 Luftverteidigungsregiment (26 Air Defence Regiment)
- 4 Artillerie-Brigade (4 Artillery Brigade)
  - 12 Artillerie-Regiment (12 Artillery Regiment)
  - 21 Artillerie-Regiment (21 Artillery Regiment)
  - 26 Artillerie-Regiment (26 Artillery Regiment)
  - 44 Artillerie-Regiment (12 Artillery Regiment)
  - 46 Artillerie-Regiment (12 Artillery Regiment)
- Infanterie-Korps (Infantry Corps)
  - 21 Verteidigungsbattalion (21 Guard Battalion)
  - 211 Battalion
  - 212 Battalion
  - 213 Mechanisiertes Infanterie-Battalion (213 Mechanized Infantry Battalion)
- 12 Motorisierte Infanterie-Brigade (12 Motorised Infantry Brigade) – in Windhoek
  - 124 Battalion
  - 125 Battalion
  - 126 Battalion – in Walvis Bay
- 26 Motorisierte Infanterie-Brigade (26 Motorised Infantry Brigade) – in Gobabis
  - 261 Motorisiertes Infanterie-Battalion (261 Motorized Infantry Battalion)
  - 262 Motorisiertes Infanterie-Battalion (261 Motorized Infantry Battalion) – in Rundu
  - 263 Motorisiertes Infanterie-Battalion (263 Motorized Infantry Battalion) – in Katima Mulilo
- Pionier-Regiment (Engineer Regiment) – in Otavi
- Logistisches Unterstützungsbataillon (Logistics Support Battalion)
- Militärpolizeibattalion (Military Police Battalion)
- Aufklärungsregiment (Recce Regiment)
- Fernmelderegiment (Signal Regiment)
- Ausbildungskorps (Army Battle School Corps)

## Ausrüstung

### Einzelwaffen
- AK-47[2]
- Type 56[3]
- AK-74[4]
- M4[5]
- RPG-7[6]
- Browning M2
- Makarow
- Ruger P series
- ČZ 75
- AT-14 Spriggan
- FB-6A[7]

### Fahrzeuge
Ein Großteil des Fahrzeugbestandes stammt aus der ehemaligen Sowjetunion, wobei gepanzerte Fahrzeuge auch in Namibia konstruiert und gebaut werden. Hierfür ist vor allem die Windhoeker Maschinenfabrik verantwortlich. Neueste Anschaffung sind die 2015 in Dienst gestellten Agrale Marruá. Im Januar 2017 wurde bekanntgegeben, das bis Ende März [veraltet] acht RG-32M mit Self Defence Remotely Operated Weapon  (SDROW) vom südafrikanischen Unternehmen Denel Vehicle Systems geliefert werden sollen.
|                             | Herkunft            | Typ                            | Bestand | Anmerkungen                                   |
| --------------------------- | ------------------- | ------------------------------ | ------- | --------------------------------------------- |
| Milkor Bushcat              | Südafrika           | Mannschaftstransportwagen      | mind. 4 |                                               |
| T-54/T-55                   | Sowjetunion         | Kampfpanzer                    | 20      | Einsatzfähigkeit fragwürdig                   |
| T-34                        | Sowjetunion         | Panzer                         |         | Einsatzfähigkeit fragwürdig                   |
| BTR-60                      | Sowjetunion         | Gepanzerter Truppentransporter | 10      |                                               |
| BTR-152                     | Sowjetunion         | Gepanzerter Truppentransporter | 6       |                                               |
| WZ-523                      | Volksrepublik China | Schützenpanzer                 | 21      | Kanonen 2A28 Grom                             |
| Wer’wolf MkII/Wolf Turbo II | Namibia             | Gepanzertes Mehrzweckfahrzeug  | 30      |                                               |
| Casspir                     | Südafrika           | MRAP                           | 18      |                                               |
| BRDM-2                      | Sowjetunion         | Spähpanzer                     | 12      | Einsatzfähigkeit fragwürdig                   |
| SAMIL                       | Südafrika           | Utility Vehicle                | 160     | Von Südafrika Ende der 1990er Jahre geschenkt |
| Agrale Marruá               | Brasilien           | Mehrzweckfahrzeug              | 141     | In Namibia zusammengebaut                     |
| Toyota Hilux                | Japan               | Mehrzweckfahrzeug              |         |                                               |
| Toyota Land Cruiser         | Japan               | Mehrzweckfahrzeug              |         |                                               |
| RG32M                       | Südafrika           | MRAP                           | 8       | ausgeliefert im März 2017                     |
| Dongfeng EQ2050             | China               |                                |         | a                                             |

### Artillerie
Die namibische Artillerie kommt ebenfalls vor allem aus der Sowjetunion und wurde durch einige südafrikanische Modelle modernisiert.
|                                      | Herkunft               | Typ                                             | In Bestand | Im Einsatz | Anmerkungen                         |
| ------------------------------------ | ---------------------- | ----------------------------------------------- | ---------- | ---------- | ----------------------------------- |
| BL 5.5                               | Vereinigtes Königreich | Haubitze                                        | 24         |            | Südafrikanische Variante: G2 140 mm |
| Ordnance QF 25 pounder               | Vereinigtes Königreich | Haubitze                                        | 8          |            |                                     |
| 152-mm-Kanonenhaubitze M1937 (ML-20) | Sowjetunion            | Haubitze                                        |            |            |                                     |
| BM-21 Grad                           | Sowjetunion            | Raketenwerfer                                   | 5          | 4          |                                     |
| SiS-3                                | Sowjetunion            | Panzerabwehr                                    | 12         |            |                                     |
| SiS-2                                | Sowjetunion            | Panzerabwehr                                    | 6          |            |                                     |
| SDROW                                | Südafrika              | Ferngesteuerte Selbstverteidigungswaffensysteme | 4          |            | 2017 erhalten                       |

### Flugabwehr
|                                                  | Herkunft            | Typ               | In Bestand | Im Einsatz | Anmerkungen |
| ------------------------------------------------ | ------------------- | ----------------- | ---------- | ---------- | ----------- |
| ZPU-4                                            | Sowjetunion         | Flugabwehr-Kanone | 50         |            |             |
| Automatische 37-mm-Flugabwehrkanone M1939 (61-K) | Sowjetunion         | Flugabwehr-Kanone |            |            |             |
| SU-23                                            | Sowjetunion         | Flugabwehr-Kanone | 15         | 12         |             |
| Strela-2                                         | Sowjetunion         | MANPADS           |            |            |             |
| HongYing-6 (FN-6)                                | Volksrepublik China | MANPADS           |            |            |             |